# Baliw
Baliw (ang. bailiff, z łacińskiego baiulus – goniec, wychowawca, nauczyciel) – w średniowiecznej Anglii i Francji urzędnik, zajmujący się utrzymaniem porządku w toku postępowania sądowego oraz egzekucją wyroków sądowych. Współcześnie termin używany w krajach anglosaskich dla określenia pomocnika szeryfa lub urzędnika sądowego zajmującego się utrzymaniem porządku na sali sądowej.

## Historia
Na angielskiej wsi w okresie średniowiecza baliw pełnił funkcję przedstawiciela właściciela (lorda) w jego ziemskim majątku. Ponieważ zajmował wyższą pozycję niż zwykli chłopi mieszkał w dworze i za swoją pracę otrzymywał wynagrodzenie. Zazwyczaj baliwowie wywodzili się ze średniej szlachty lub zamożnych chłopów. Musieli umieć czytać i pisać. Ich zadaniem było troszczenie się o ziemię (uprawy) oraz zaopatrywanie majątku w rzeczy potrzebne do jego prawidłowego funkcjonowania, a niewytwarzane na miejscu (np. sól, świece, pergamin, sukno itd.).